# 静岡市立北部図書館
静岡市立北部図書館（しずおかしりつほくぶとしょかん）は、静岡県静岡市葵区与一にある公共図書館。

## 設置経緯
旧静岡市図書館7館構想に基づき、設置された7館目となる図書館。
静岡市与一六丁目にあった旧静岡県立厚生保育専門学校跡地の一部について、静岡県から静岡市が買い取り、変形した北東方面用地の特性を生かした施設配置を行った。
田町にあった静岡市教育センターが老朽化し移転先を探していたことから、様々な利用者が来館しやすい1階部分を北部図書館、教職員研修施設となる2階部分を教育センターとする複合施設となった。
北部図書館の設置にあたっては、構想段階から、当時全国で図書館サービスで定評のある図書館の視察を行い、視察先図書館によっては館長との数時間に渡る面談を通して熱心なアドバイスを受けた。視察先は伊万里市民図書館、福岡市立中央図書館、日野市立中央図書館、浦安市立中央図書館、東京都立中央図書館、大津市立図書館である。各視察先図書館では各館の許諾を得て、実地での図書館書架等個々の計測記録も行った。
スタッフの図書館勤務経験に基づき、図書館内の書架、家具、カウンター、テーブル、キャレル席、机、椅子、ベンチ、おはなし室階段席、閉架書庫の書架とCD架等の設計と製作した。｢オリジナル設計免震書架｣をサン設計事務所、金剛、ホートク、静岡市立図書館司書が検討を重ねながらミリ単位で設計し、製作・設置した。
自然のひかりの元での読書環境を実現するため、当時の静岡市公共施設では初となる間接照明を採用し、オリジナル間接照明器具付き免震書架を製作・設置し、館内の防災面にも配慮した。
換気のため、窓には網戸と付け庇を設置し、安倍川沿いの立地を生かした自然の風の流れや雨の吹き込みを考慮して窓を設計、室内音響の配慮や防音壁の設計製作を実施した。図書館窓ガラスは図書館資料の日焼けを防止するため、UVカットフィルム処理を施し、ロールスクリーンを配置した。
施設全体の設計や部屋配置、書架配置について、サン設計事務所、日成建設、金剛、公共建築課、社会教育課と共に熱心な議論を重ねながら実施した。
伊万里市民図書館の犬塚館長(当時)のアドバイスに感銘を受けたスタッフによる｢設計段階からの市民参画に関する提案｣について、静岡市立中央図書館長、静岡市教育部長、静岡市教育長が了承。
実施設計段階より、図書館関係ボランティア(日中に説明会実施)、地域自治会(当時は町内会・夜間に説明会実施)等の幅広い年代の市民との対話の場を複数回設け、地元在住の市民、図書館ボランティアからの要望や意見を頂きながら、静岡市社会教育課、静岡市教育センター、静岡市公共建築課、設計事務所、建設事業者、図書館家具事業者、静岡市立図書館が一丸となって取り組むプロジェクトとなった。
*2003年(平成15年)4月25日　開館
*静岡市立北部図書館の基本コンセプト｢また来館したくなる、くつろぎの市民の書斎｣を目指し、図書館サービスに取り組んでいる。
(『静岡市立北部図書館　視察説明資料』から引用) 